# Vaccinium dialypetalum
Vaccinium dialypetalum är en ljungväxtart som beskrevs av J. J.Smith. Vaccinium dialypetalum ingår i Blåbärssläktet, och familjen ljungväxter. Inga underarter finns listade i Catalogue of Life.